# 뉴햄프셔 (닭)

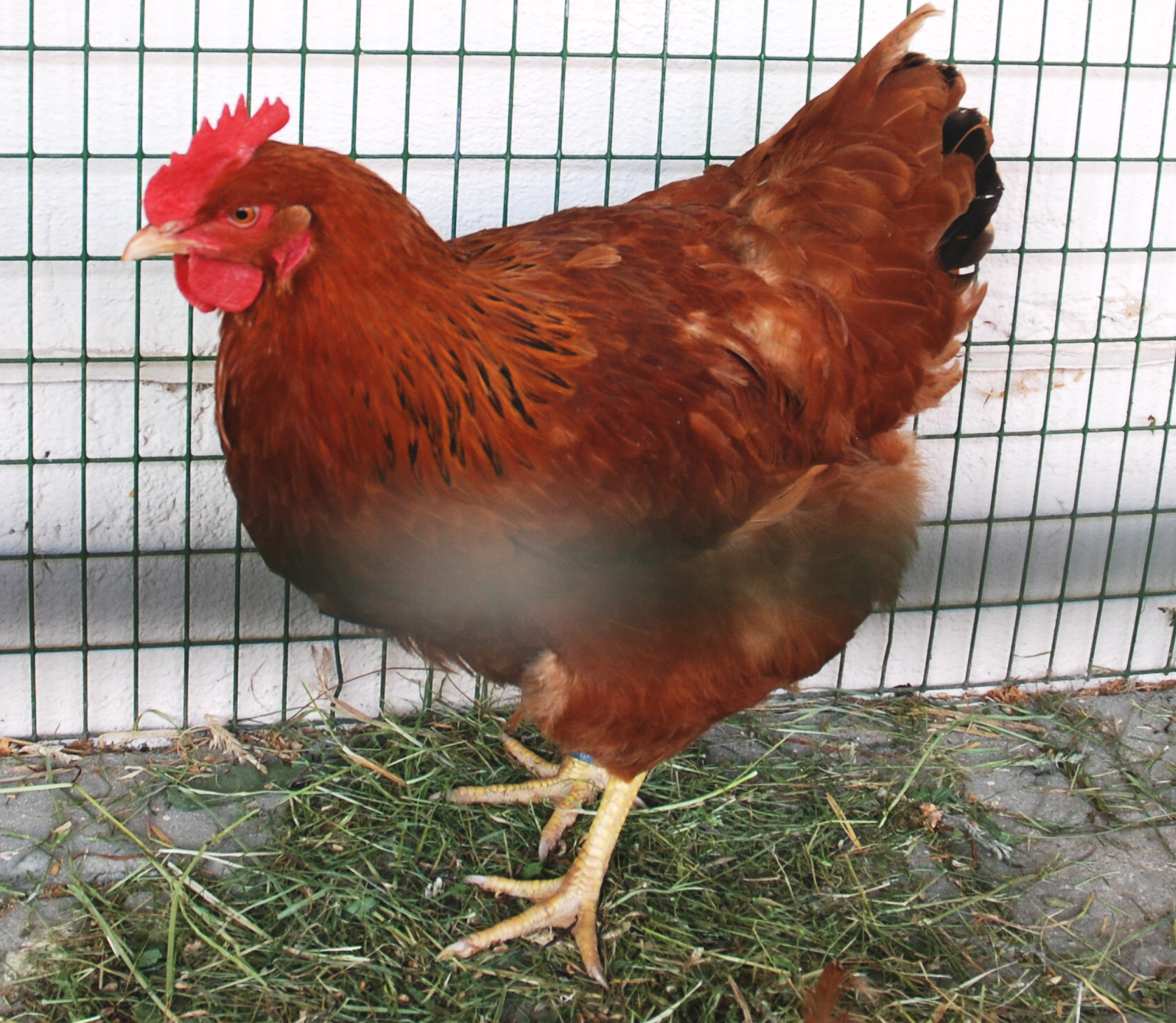
뉴햄프셔종 암탉

뉴햄프셔(New Hampshire)는 닭 품종 가운데 하나로, 미국의 뉴햄프셔주에서 처음 개량되었다. 뉴햄프셔레드라고도 하며, 고기와 알을 동시에 얻기 위해 대량 사육된다. 취소성은 없다.
정강이나 발에 깃털이 있거나 볏에 잔가지 모양의 선이 있거나, 네 개 이상의 발가락이 있거나, 눈의 색이 희면 실격된다.